# Эриадор
Эри́адор (синд. Eriador) — в легендариуме Дж. Р. Р. Толкина обширная местность к западу от Мглистых гор в Средиземье. Южной границей Эриадора считается река Гландуин, северной — залив Форохел, западной — Голубые горы и залив Лун, а также берег Моря.
Именем этого вымышленного региона Средиземья была названа подводная гора, расположенная между 52°25′ с. ш. 20°10′ з. д. — 56°00′ с. ш. 25°20′ з. д. недалеко от побережья Ирландии. В честь многих мест, которые включает в себя Эриадор, также были названы другие подводные объекты.

## Сюжетное описание
История Эриадора в Первую и Вторую эпохи не очень хорошо известна, хотя известно, что там существовали как человеческие, так и эльфийские поселения. В конце Второй эпохи (в 3320 году) на севере края дунэдайнами было основано королевство Арнор. Активное освоение этих территорий было прервано сначала междоусобицей после распада Арнора, затем продолжительными войнами с Ангмаром и Великой Чумой, в результате к моменту разгрома Ангмара при Форносте уцелело лишь небольшая часть дунэдайн Артэдайна, местных эдайн близ Бри и Тарбада и хоббиты. Жителей осталось так мало, что принц Аранарт, наследник Арведуи, отказался от идеи воссоздать Арнор, и остатки жителей покинули столицу — Форност Эрайн. Эльфийские земли нолдор с центром в Имладрисе выстояли, и при их помощи северные дунэдайн не только уцелели, но и охраняли весь край. К концу Третьей эпохи основная масса населения Эриадора была сосредоточена в Шире, Брыле (Пригорье) и Ривенделле да на крайнем севере у залива Форохэл жили изолированно немногочисленные зверобои-лоссоты. В Четвёртую эпоху, даже несмотря на окончательное поражение Саурона, Эриадор был слабо заселён.

## География, климат и флора
Согласно мнению картографа Карен Фонстад, изложенному в книге «The Atlas of Middle-earth», протяжённость Эриадора с востока на запад была равна приблизительно шести сотням миль (около 965,5 километра). Среди рельефа преобладали низменности. Холмистые территории лежали преимущественно на севере (в пределах Арнора и Шира), в центральном регионе и отдалённых восточных пределах (вблизи Мглистых гор). Равнины и поймы располагались на юге и юго-западе, а плато — вблизи Ривенделла. Площадь Эриадора в основном покрывали леса, на севере и северо-востоке — кустарники. Остальные территории занимали степи, главным образом в центральной части региона. Климат был преимущественно относительно мягким, тёплым и влажным. Доминирующий ветер — ветер, дующий по направлению от Голубых гор. Тем не менее, в северной части преобладали холодные и сухие ветра, дующие с полярного севера, сильно влиявшие на климат этой части региона. Большая часть населения была сосредоточена в центральной области вокруг Арнора и Шира. Доминирующим языком был вестрон (по крайне мере в Третьей эпохе).
Исследователи творчества Толкина Мэттью Диккерсон и Джонатан Эванс в своей книге «Ents, Elves, and Eriador: The Environmental Vision of J.R.R. Tolkien», посвящённой вымышленной флоре и экологии Средиземья, отмечают несовершенство проработки своего мира Толкином. Так, в тексте произведений неоднократно отмечен поразительно-бедный животный мир Эриадора, фактически полностью отсутствующий. Согласно мнению исследователей, подобным описаниям в реальном мире должна была предшествовать некая крупная экологическая катастрофа, упоминания о которой полностью отсутствуют в произведениях Толкина.

## Этимология
Существует несколько версий внутрисюжетной этимологии. По мнению Карла Ф. Хостеттера, слово имеет синдаринское (в свою очередь восходящее к нолдоринскому) происхождение. Хостеттер в обоснование своего мнения приводит безымянную заметку Толкина, датируемую 1949—1953 гг. Элемент eryā означает «изолированный, одинокий», а dor — «земля». Согласно этому мнению, Эриадор переводится как «пустыннаю местность», «пустыня». Тем не менее, в другой заметке Толкин указал, что слово происходит из языка сильванских эльфов и также означает «пустынную землю». Тем не менее, литературный критик и библиограф Кирилл Королёв в своей энциклопедии «Толкиен и его мир» утверждает, что в переводе с синдарина Эриадор означает «владение». По утверждению критика Дугласа Андерсона, иногда местность также именуют Одинокими землями (англ. Lone-lands).